# Drive back
Drive back is een lied dat werd geschreven door Neil Young. Samen met Crazy Horse bracht hij het in 1975 uit op een single met Stupid girl op de B-kant. Een jaar later bracht hij beide nummers nogmaals uit op een single waarbij de A- en B-kant omgewisseld waren. Beide nummers verschenen ook op zijn album Zuma (1975).
Het nummer gaat net als veel andere liedjes op het album  Zuma over het uiteenvallen van een relatie. Hij zingt dat hij naar haar oude plaats zal terugrijden en alleen wil zijn met niemand om hem heen.
The Stars of Heaven brachten in 1999 een cover uit op hun elpee Unfinished dreaming.